# Титов, Арсен Борисович
Арсе́н Бори́сович Тито́в (род. 14 октября 1948, с. Старо-Базаново, Бирский район, Башкирская АССР, РСФСР, СССР) — советский и российский живописец и писатель.

## Биография
Родился 14 октября 1948 года в селе Старо-Базаново Бирского района Башкирской АССР, окончил исторический факультет Уральского государственного университета, двенадцать лет работал в живописи, выставлялся в Екатеринбурге и Праге. В литературе работает с 1982 года. Первая публикация (повесть «Старший сержант дед Михаил») состоялась в 1986 году в журнале «Урал». Первый отдельный сборник повестей и рассказов вышел в Средне-Уральском книжном издательстве в 1989 году и назывался, как и первая же опубликованная повесть.
С 1975 года по 1995 год он работал в Белоярской художественно-оформительской мастерской, затем возглавил отдел культуры администрации Белоярского района. С 1998 года и по настоящее время возглавляет Екатеринбургское отделение Союза российских писателей, с 2009 года является сопредседателем Союза российских писателей.
В 2014 году награждён медалью ордена «За заслуги перед Отечеством» 2 степени.

## Публикации
Публиковался в журналах «Урал», «Дружба народов», «Наш современник», «Роман-журнал XX век», многих других региональных изданиях России, Грузии, а также США.
Автор одиннадцати отдельных изданий. Был переведен на грузинский и английский языки. По определенным оценкам, проза его не может быть переведена на некоторые языки народов России и мира.

## Награды и премии
- Медаль ордена «За заслуги перед Отечеством» 2 степени (2014)
- другие медали

Отмечен литературными премиями: губернатора Свердловской области (1998 год), Всероссийской премией имени Д. Н. Мамина-Сибиряка (2003 год), Всероссийской премией имени П. П. Бажова (2005 год), премией писателей Екатеринбурга «Чаша круговая» (2005 год), региональной премией «Урал промышленный — Урал полярный» (2007 год), Всероссийской премией имени генералиссимуса А. В. Суворова (2008 год), премией губернатора Свердловской области (2008 год), общероссийской национальной литературной премией «Ясная Поляна» (2014 год).

## Семья
Мать —Титова Александра Изосимовна, домохозяйка. Отец — Титов Борис Иванович, главный агроном Базановской МТС (1937—1960).